# Миниатюрк
Миниатюрк (тур. Miniatürk) — парк миниатюр, расположенный в Стамбуле в районе Сютлюдже на берегу Золотого Рога в Турции. На территории парка, площадью более 6 га выставлены модели архитектурных объектов Турции и других стран, выполненные в масштабе 1:25. Также в парке действует миниатюрная железная дорога, автомагистраль с перемещающимися транспортными средствами, аэропорт с моделями самолетов, корабли, проплывающие по водным артериям и тысячи человеческих фигур.
Парки «Миниатюрк» был открыт 2 мая 2003 года под девизом «Маленькая модель большой страны». Парк включает в себя панорамный музей победы и музеи хрустального Стамбула. Здесь также есть игровая площадка, катер, батут и миниатюрный поезд, курсирующий по территории.

## Миниатюры
В парке насчитывается более 100 миниатюр, среди которых можно увидеть: собор Святой Софии, Галатскую и Девичью башни, Босфорский мост, Голубую мечеть и мечеть Сулеймание, дворцы Топкапы и Долмабахче, церковь Святой Ирины, городские стены Константинополя и пр.

## Галерея

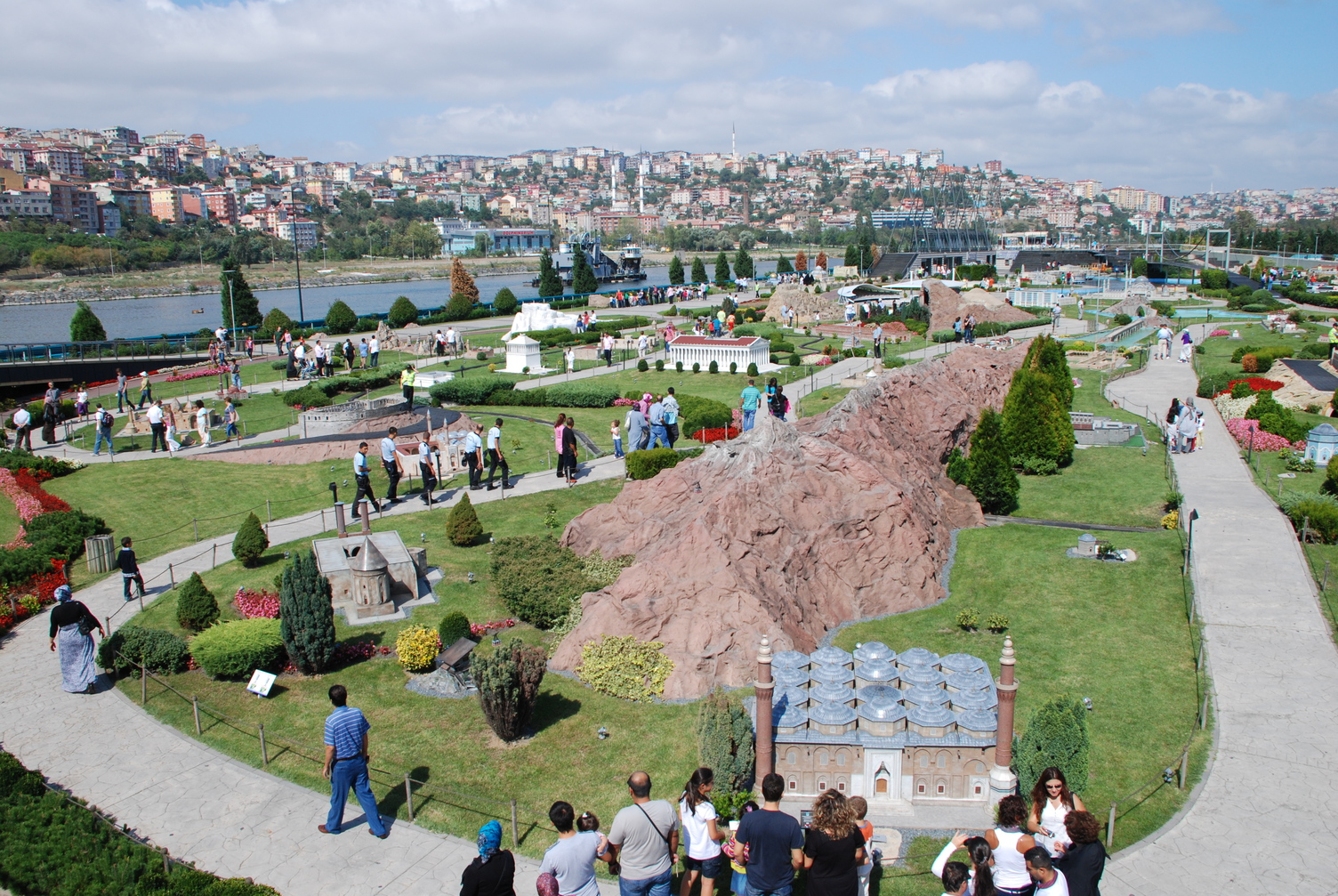
Парк Миниатюрк
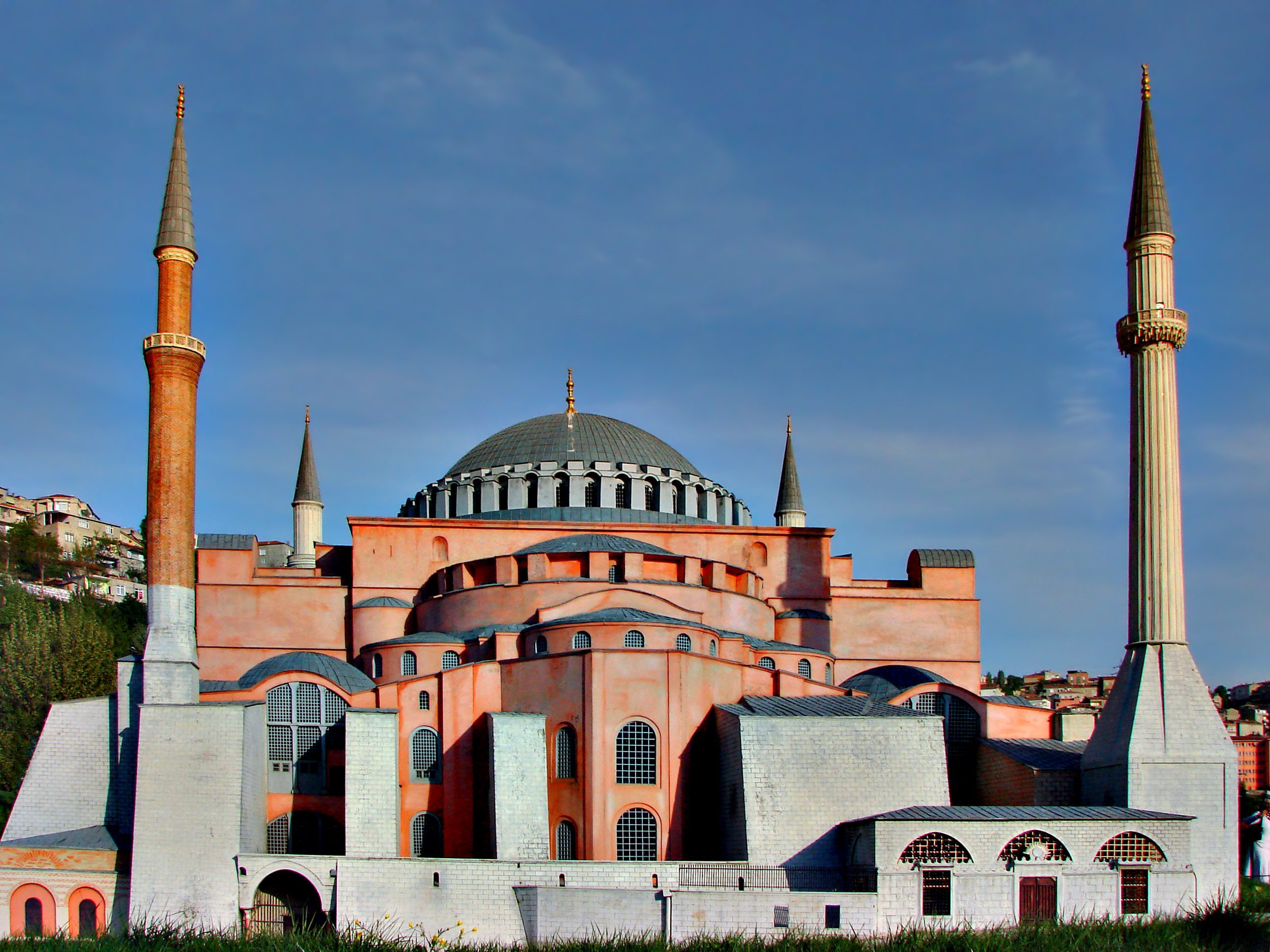
Макет Святой Софии
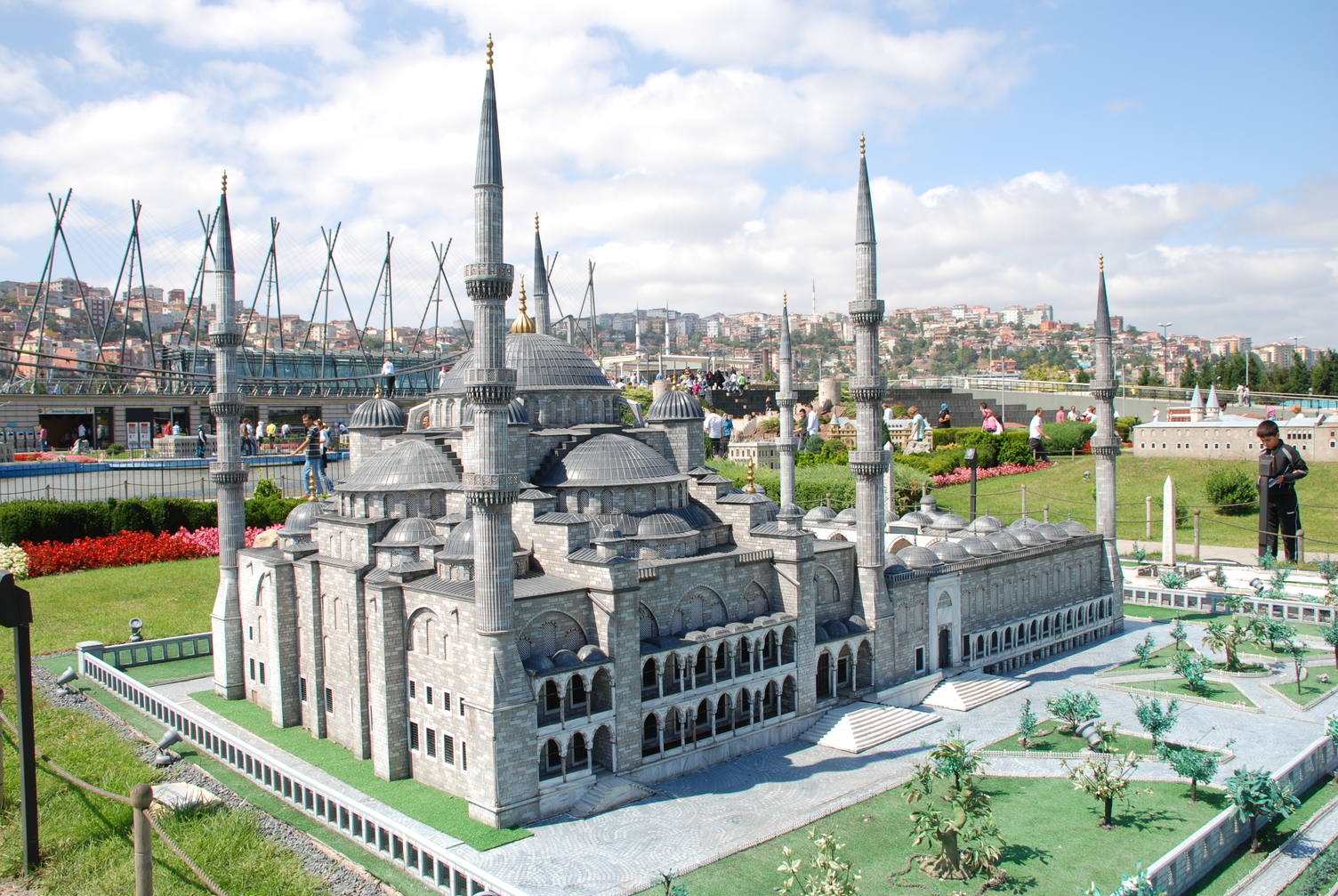
Голубая мечеть
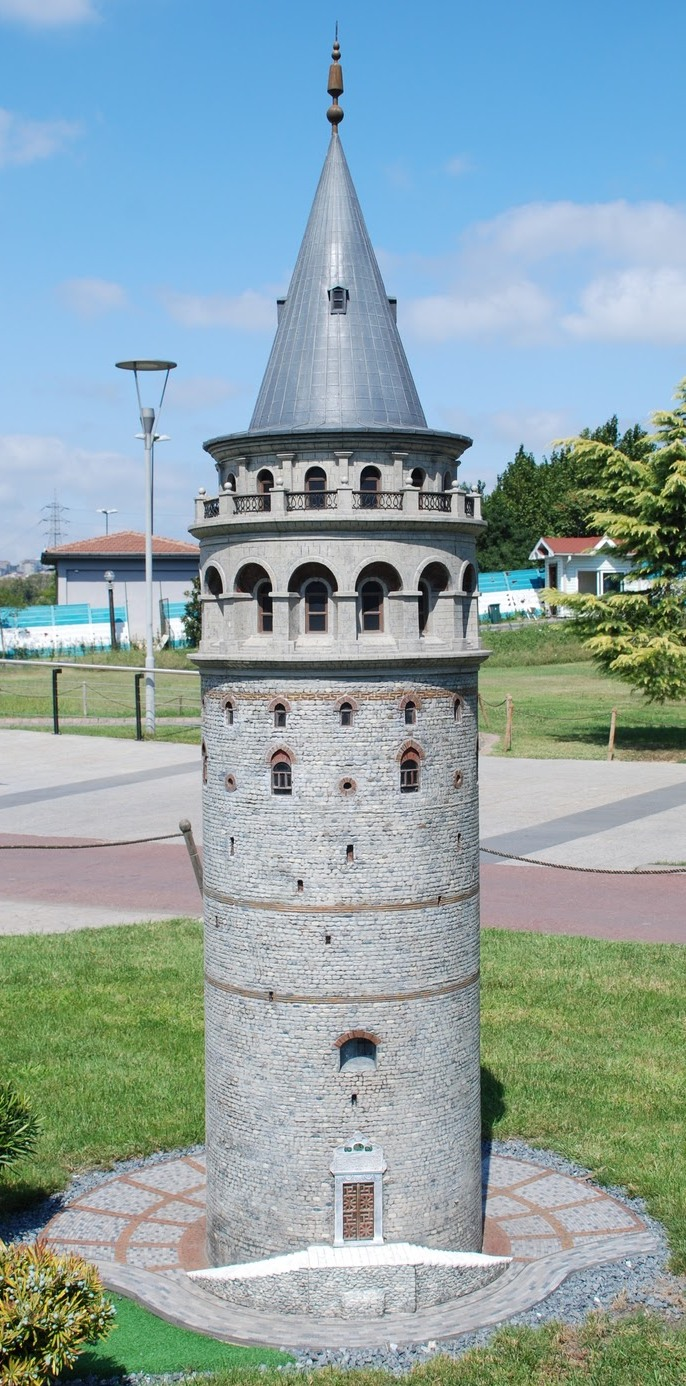
Галатская башня
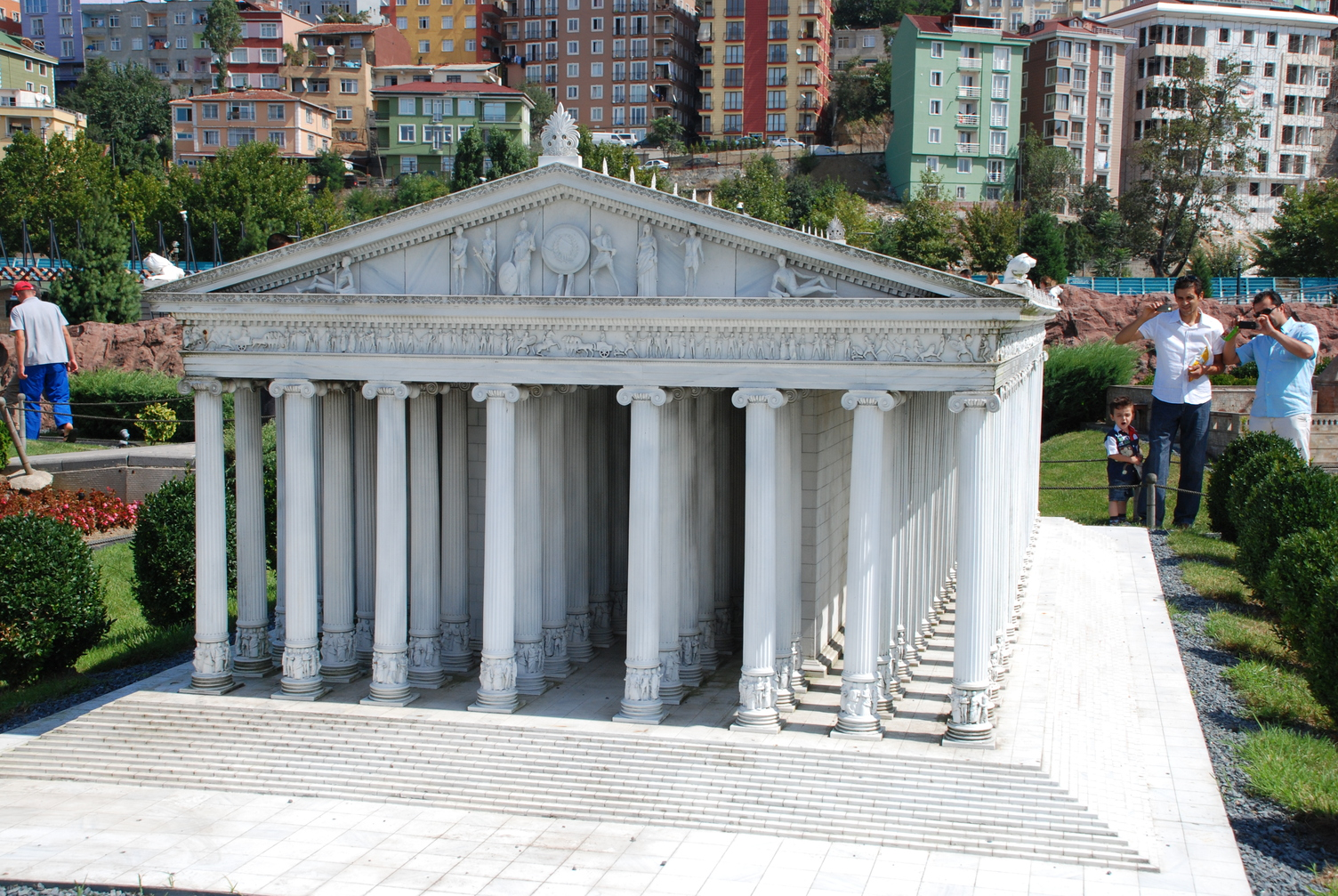
Храм Артемиды
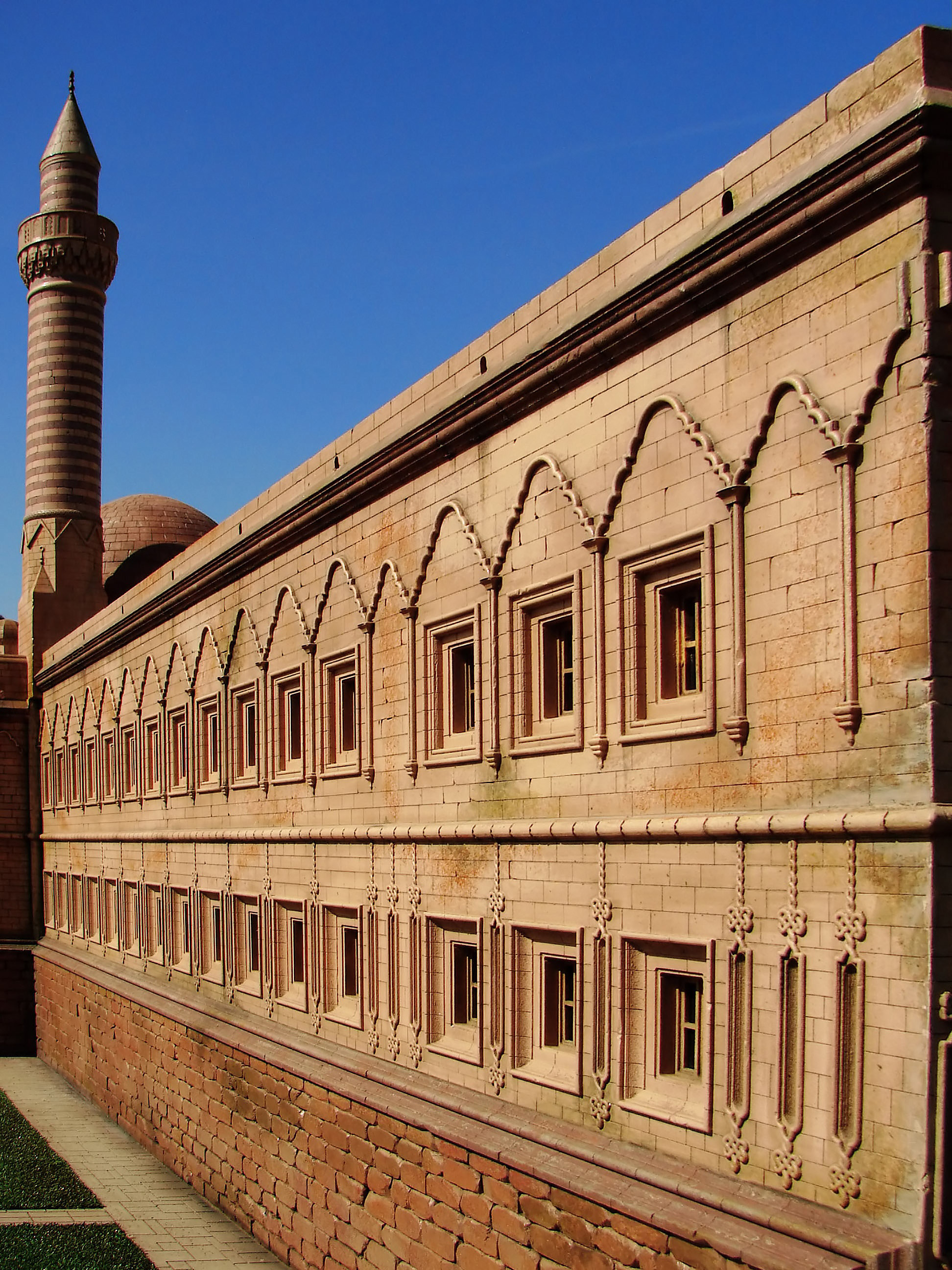
Медресе
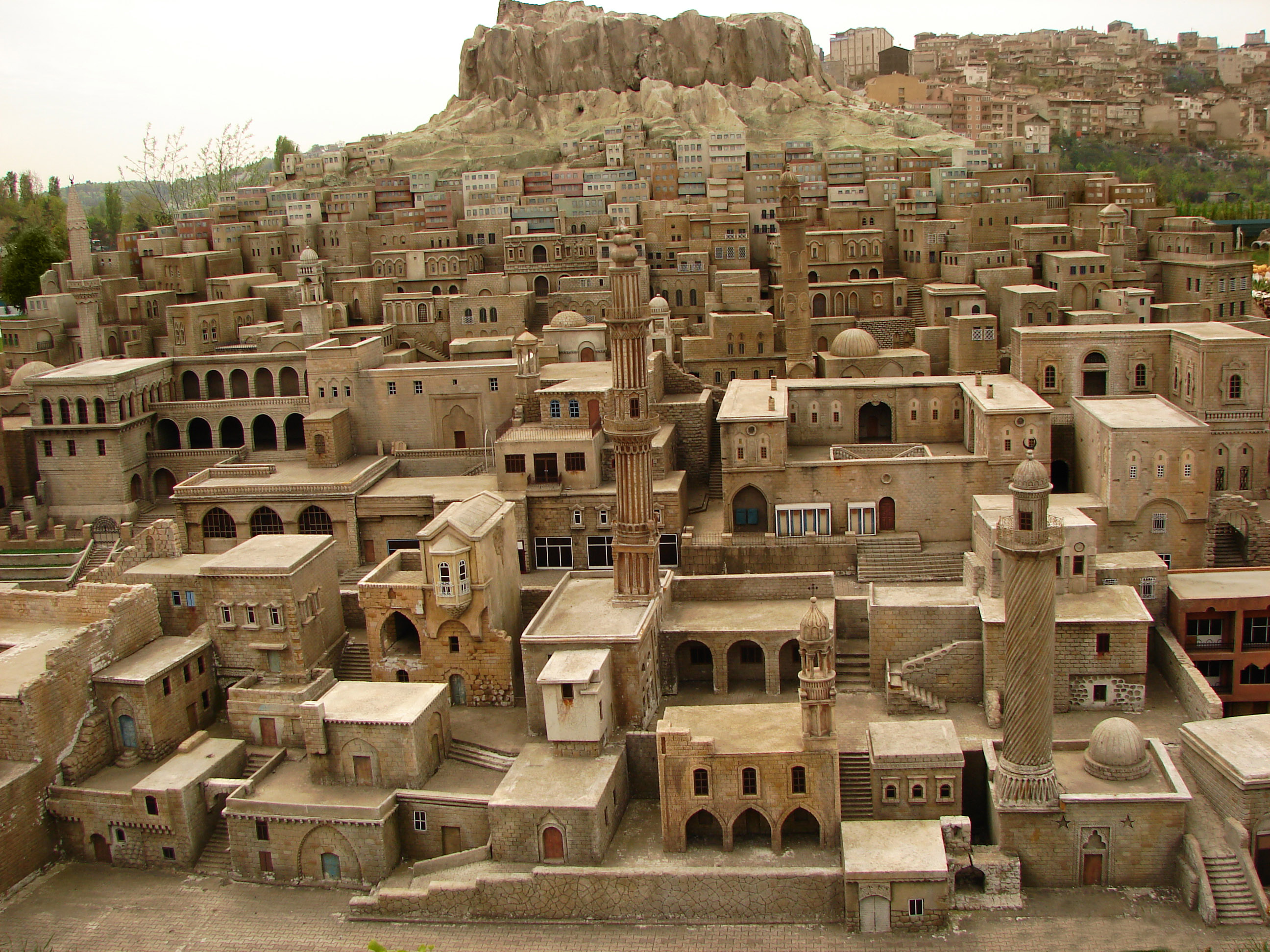
Каменные дома Мардина
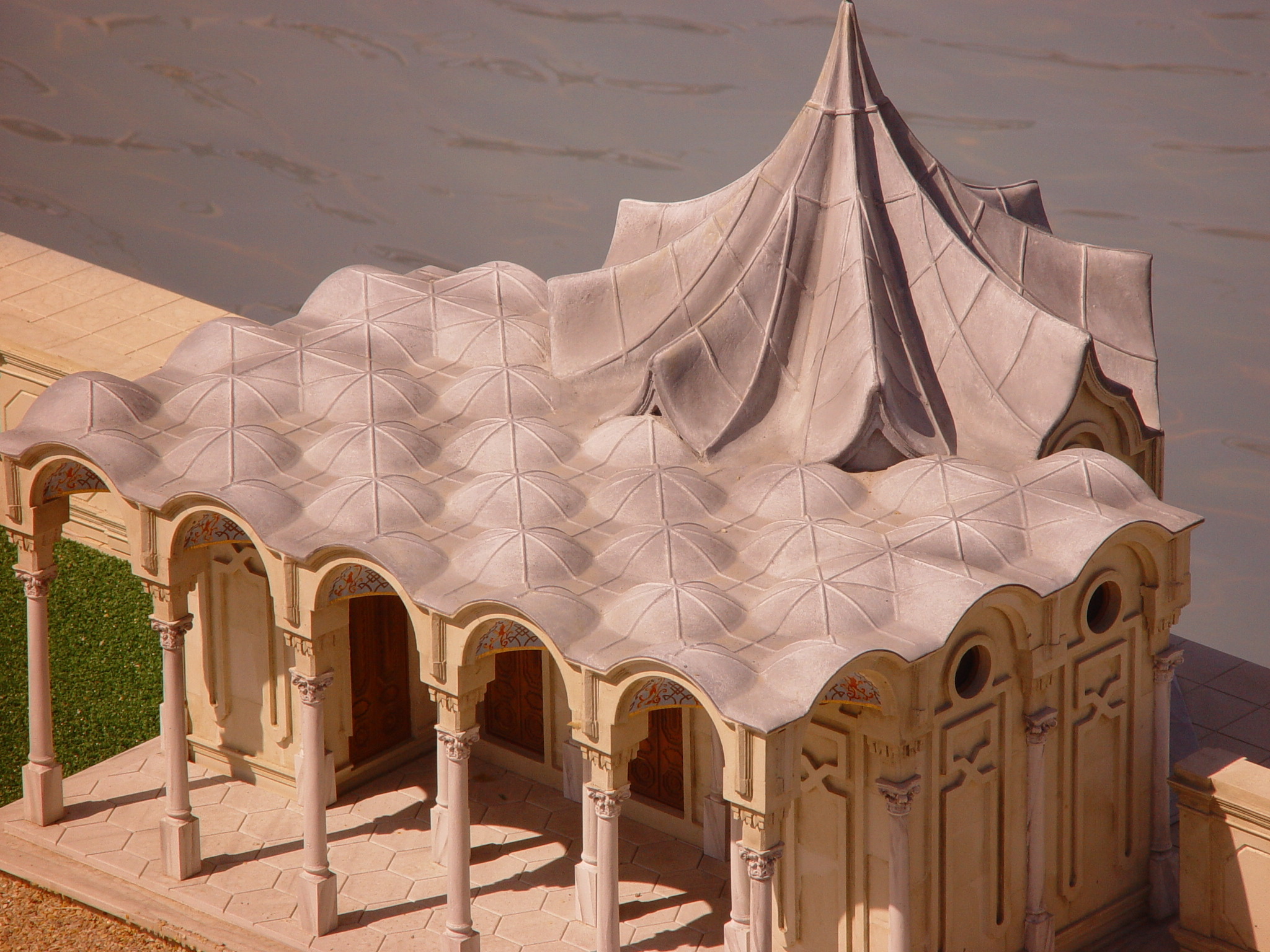
Банный павильон дворца Бейлербейи
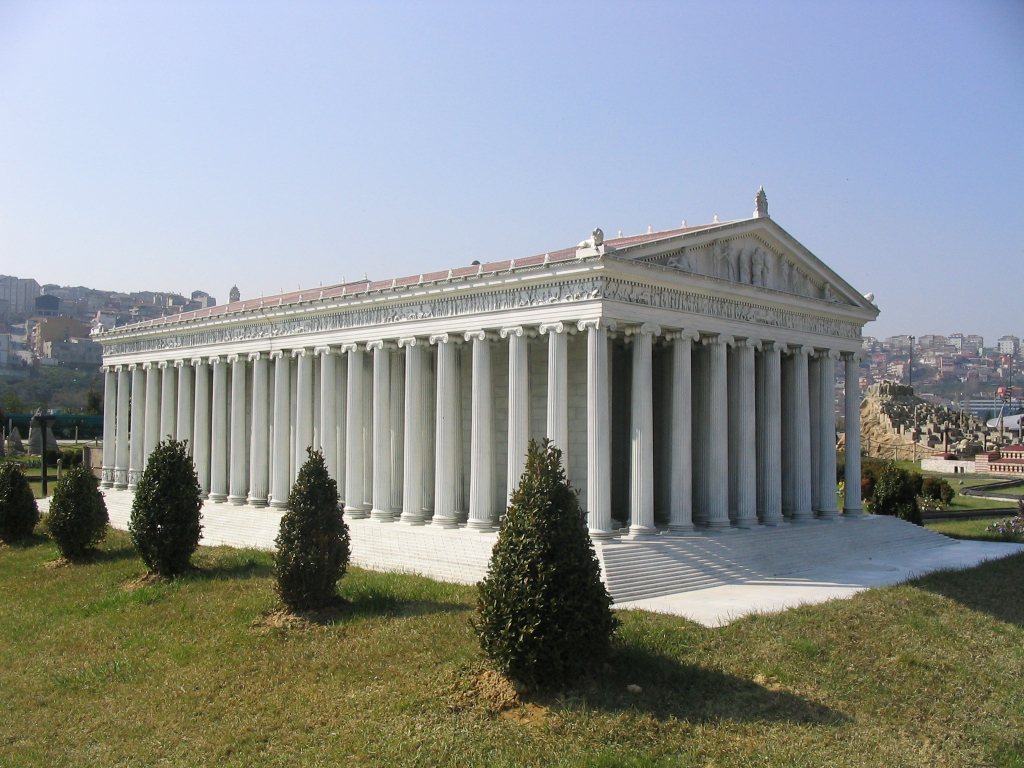
Храм Артемиды Эфесской
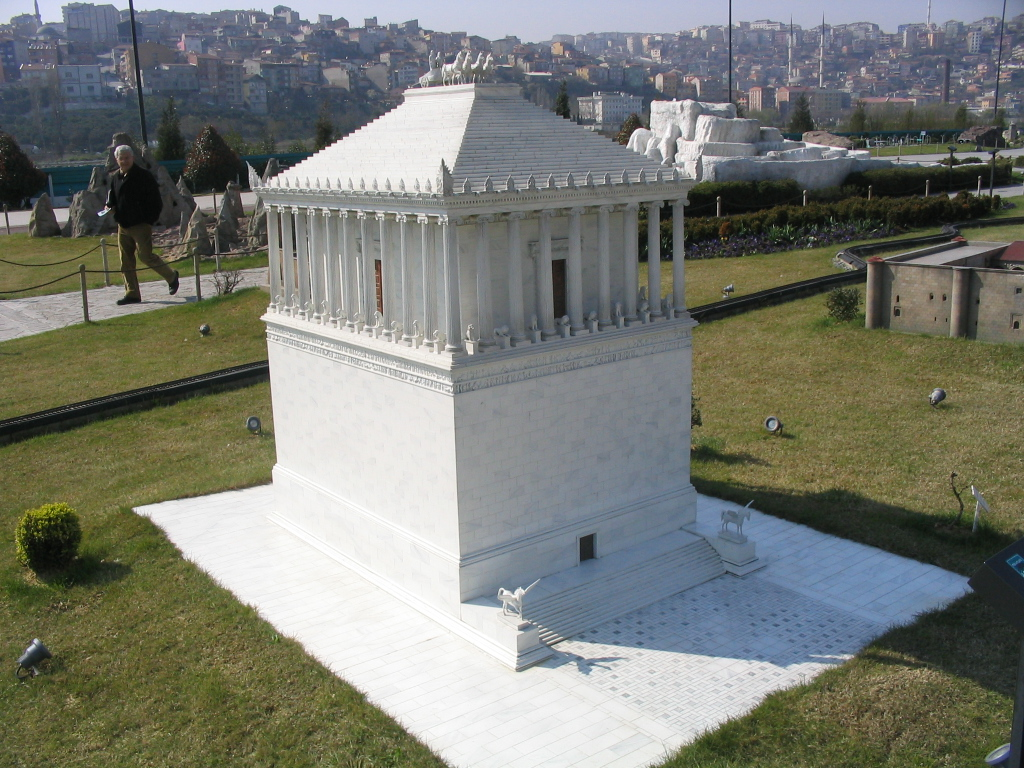
Мавзолей в Галикарнасе
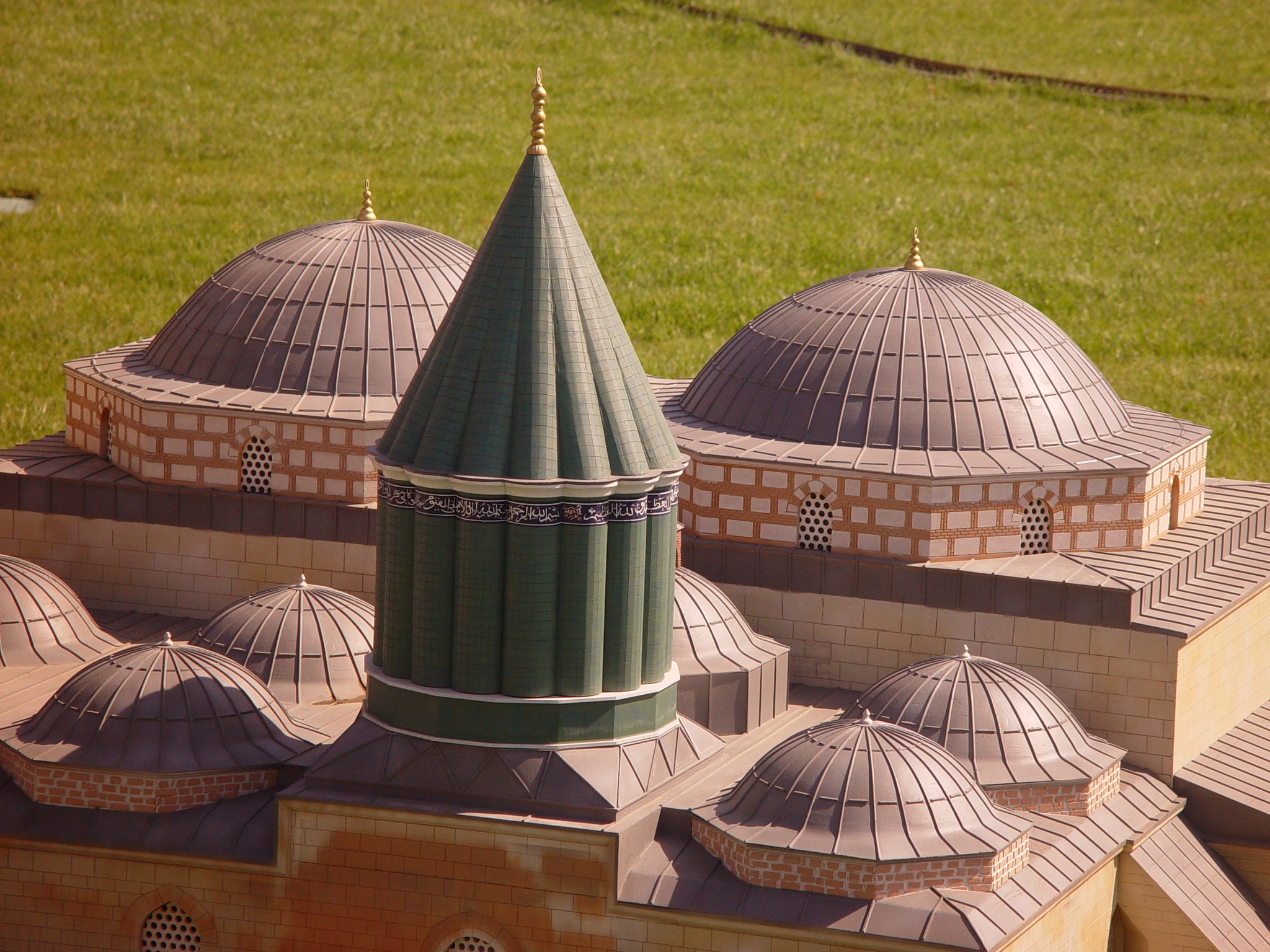
Музей Мевляны
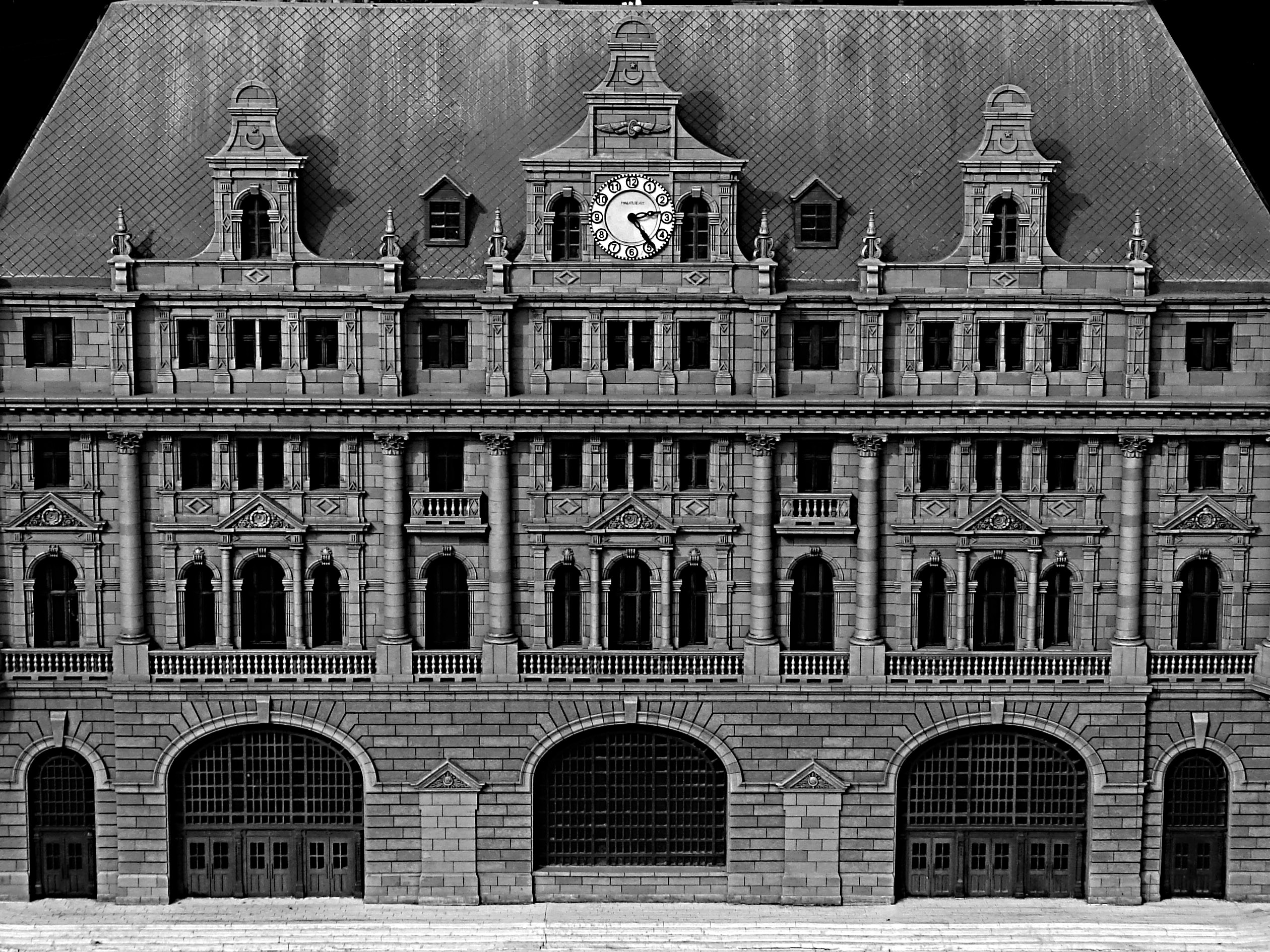
Вокзал Хайдарпаша
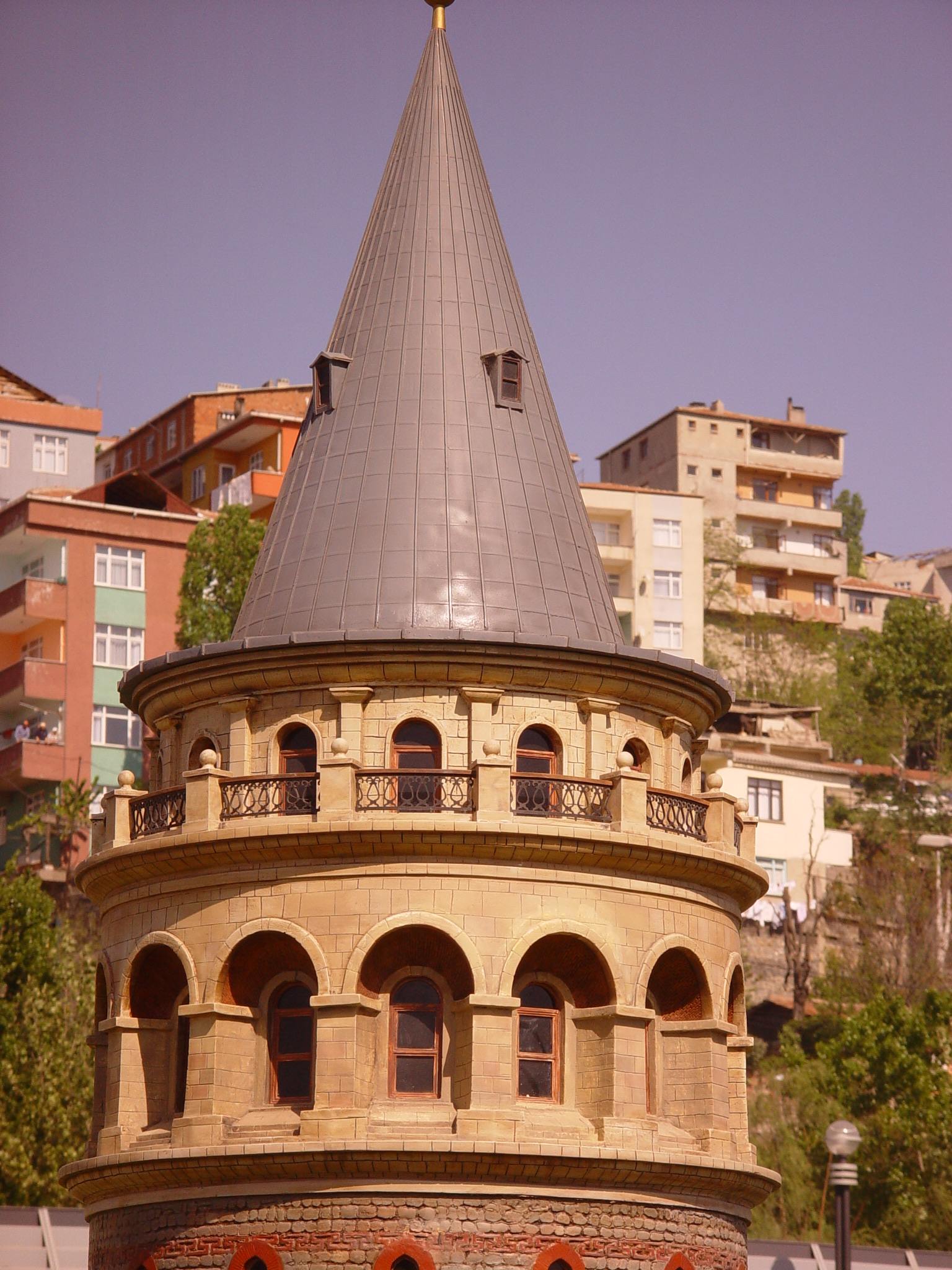
Галатская башня
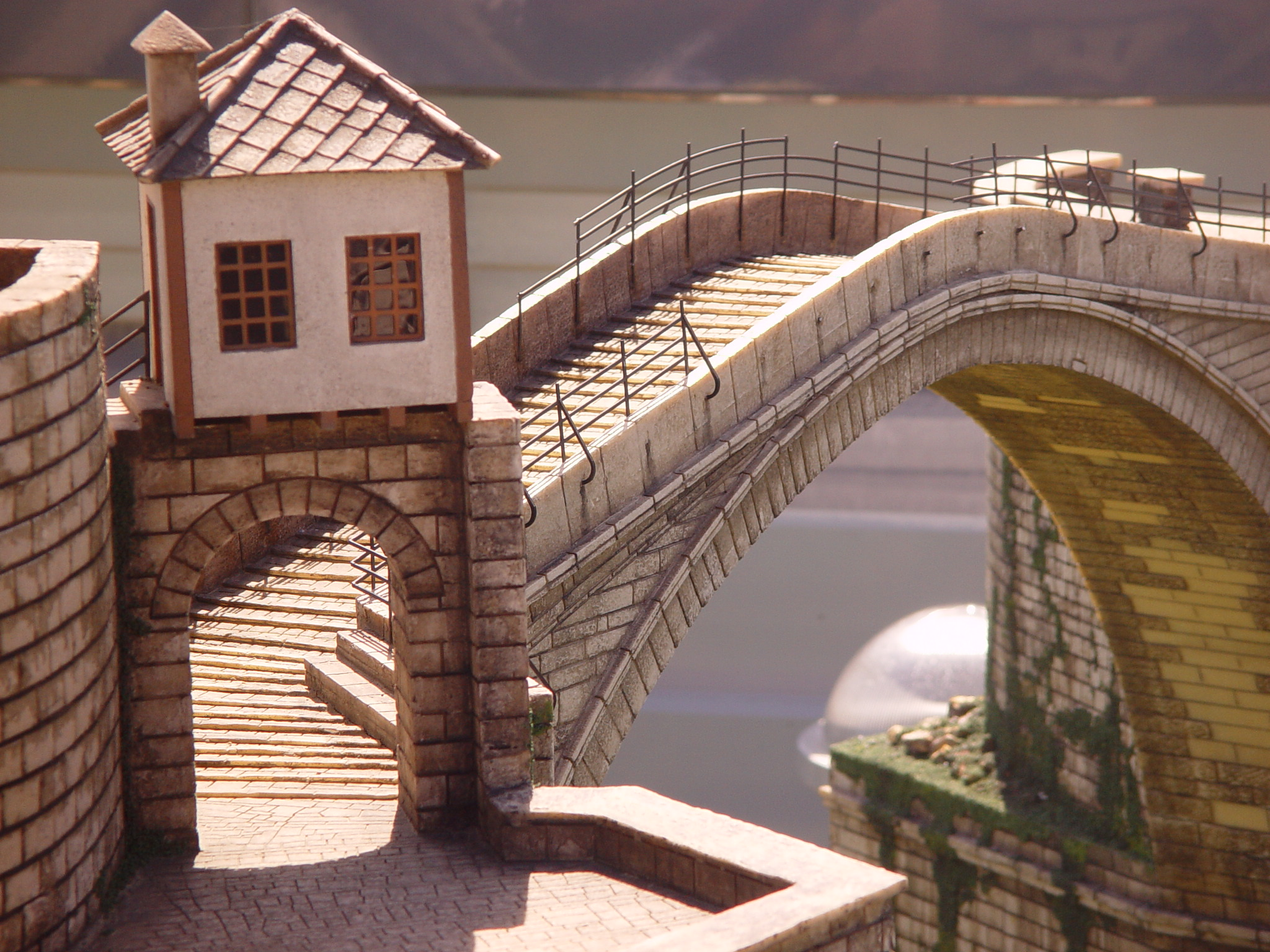
Мостар
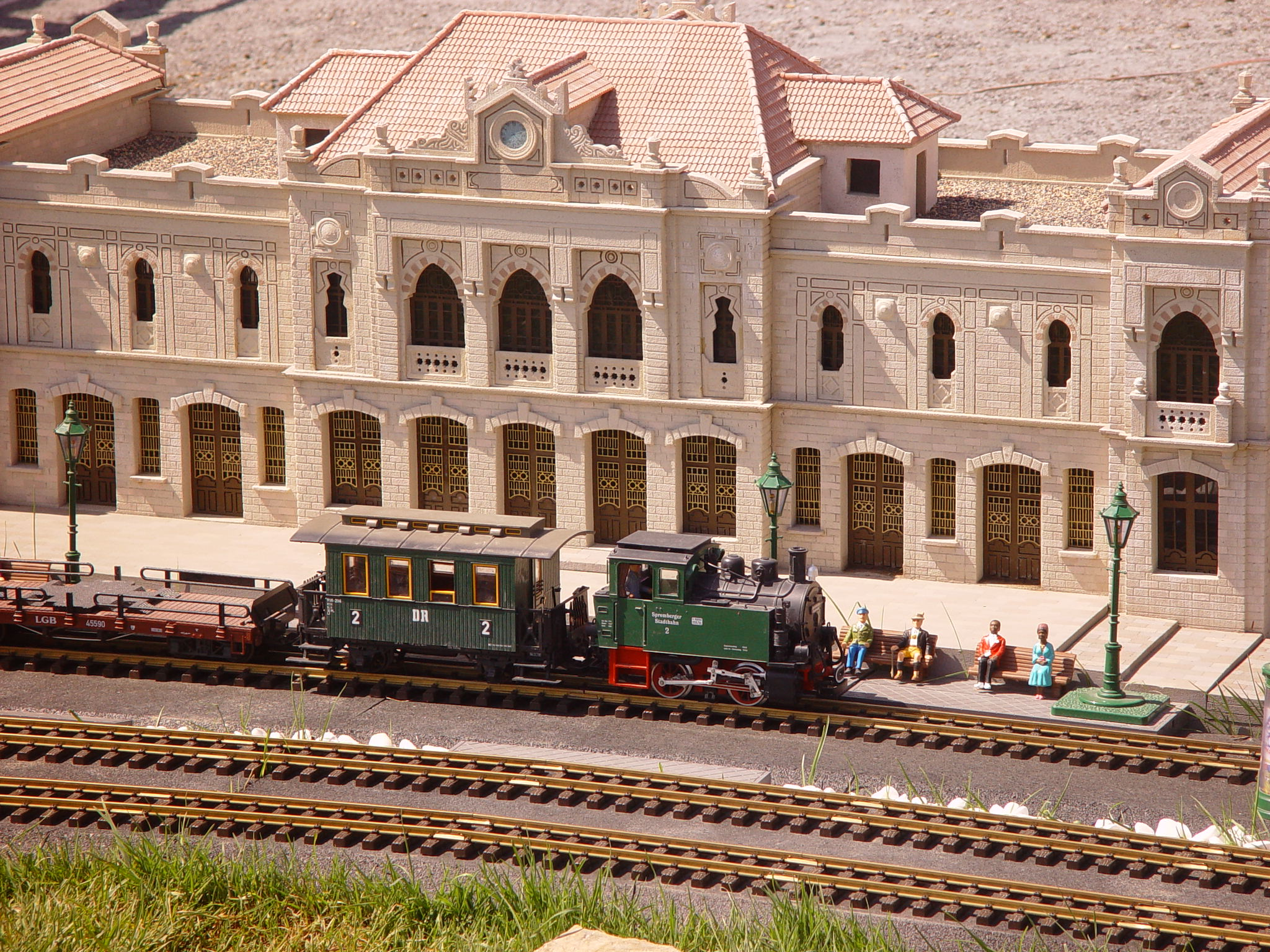
Железнодорожная станция Хиджаза
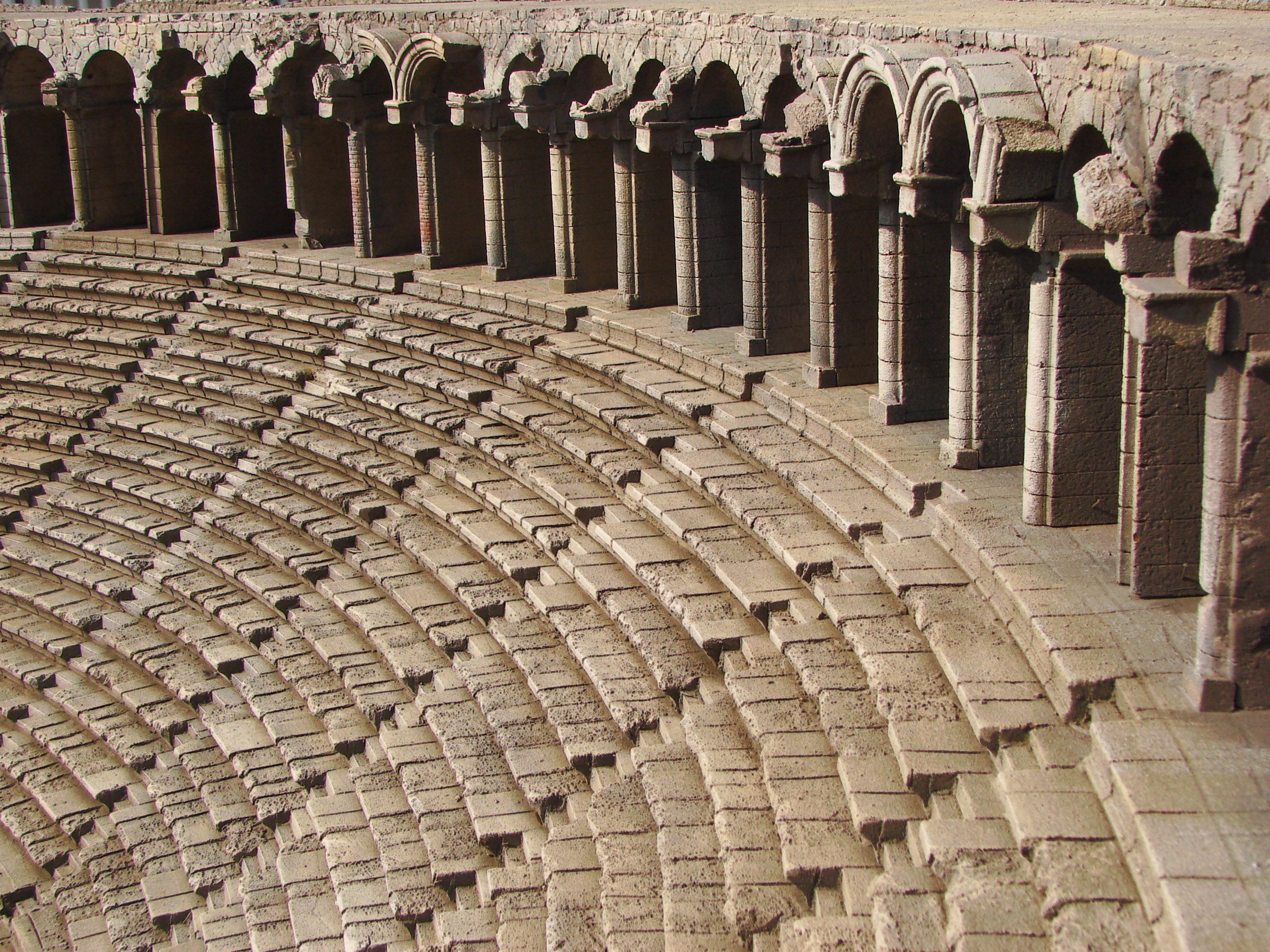
Аспендос
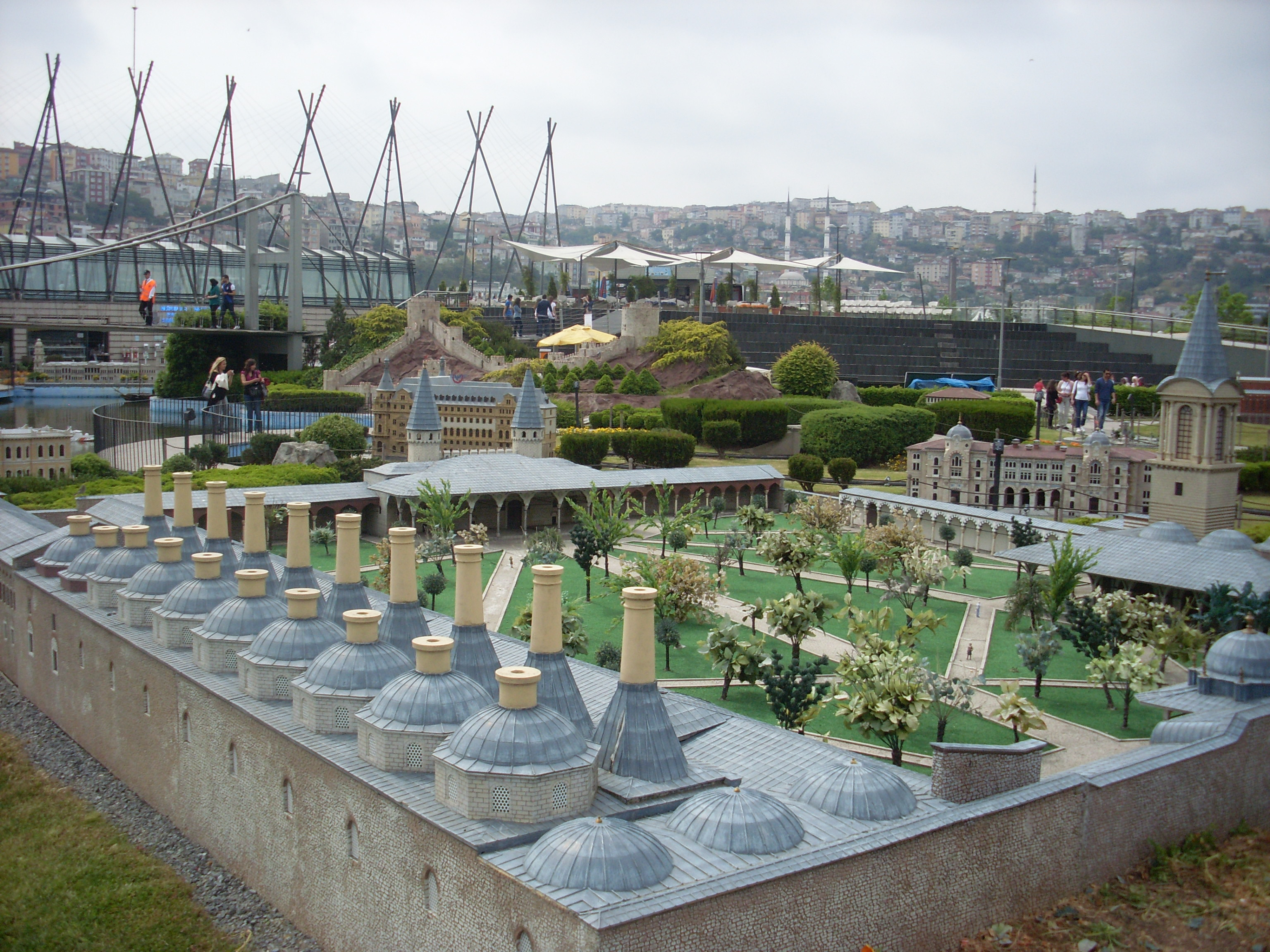
Топкапы
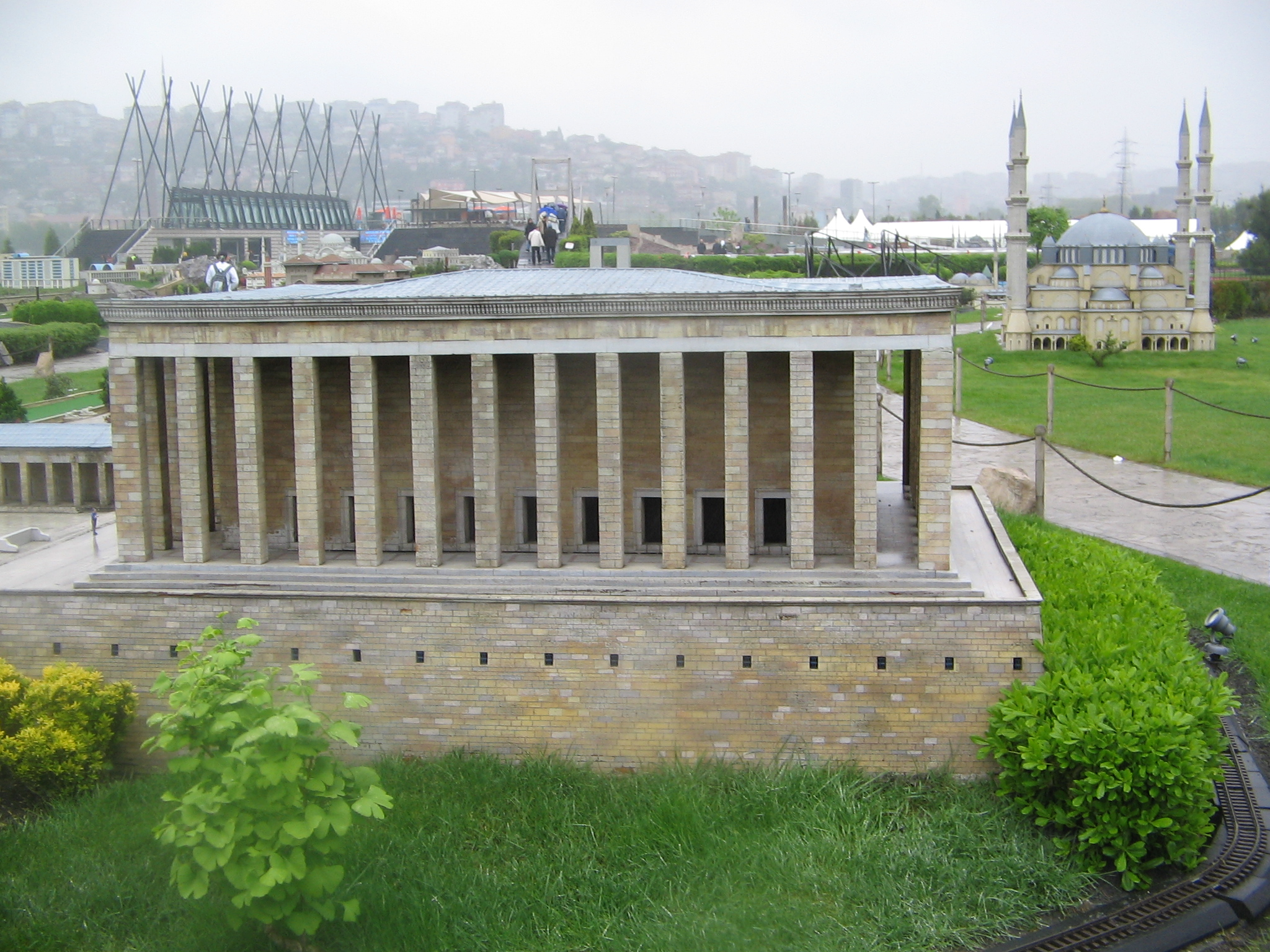
Аныткабир
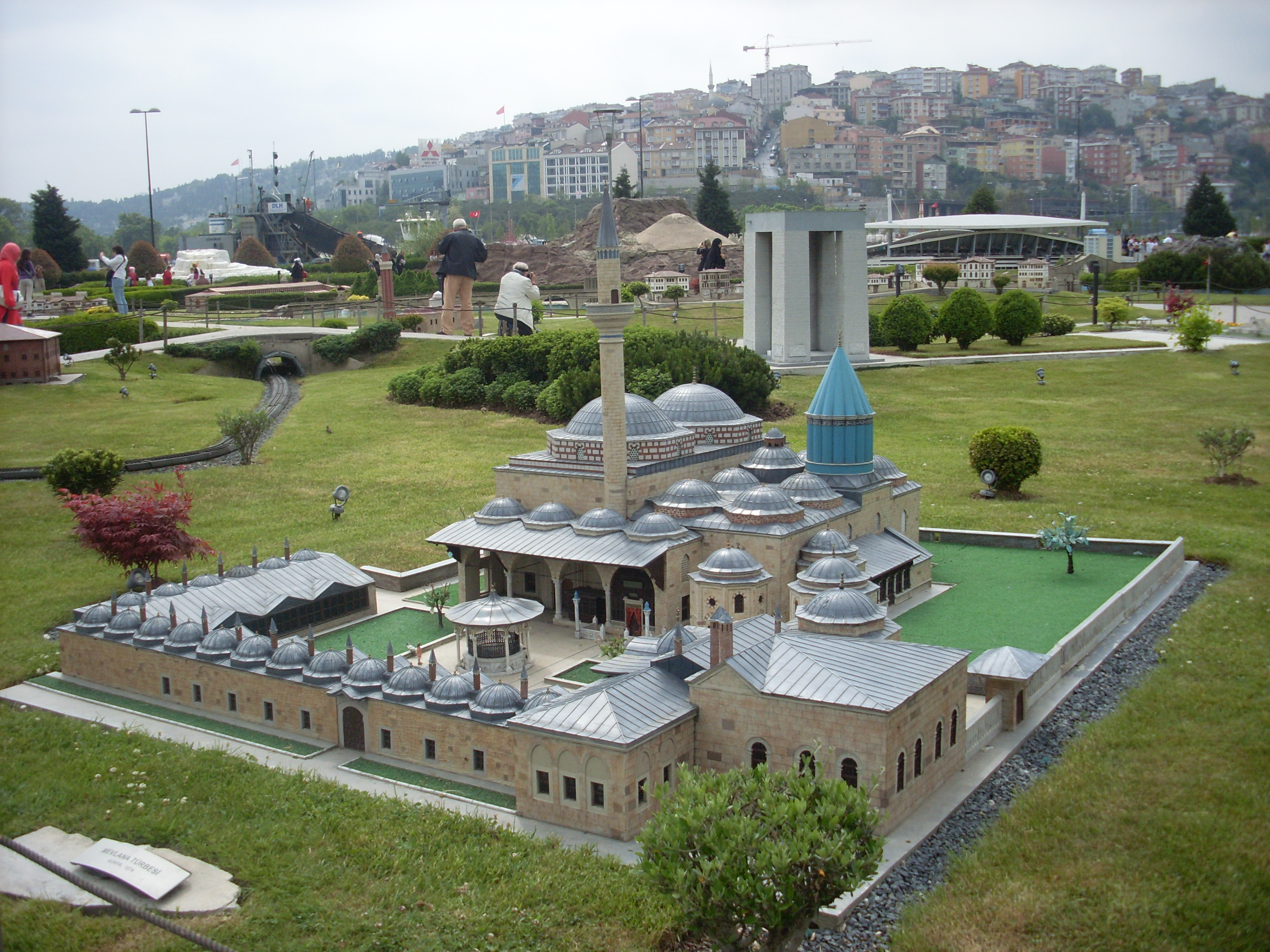
Музей Мевляны
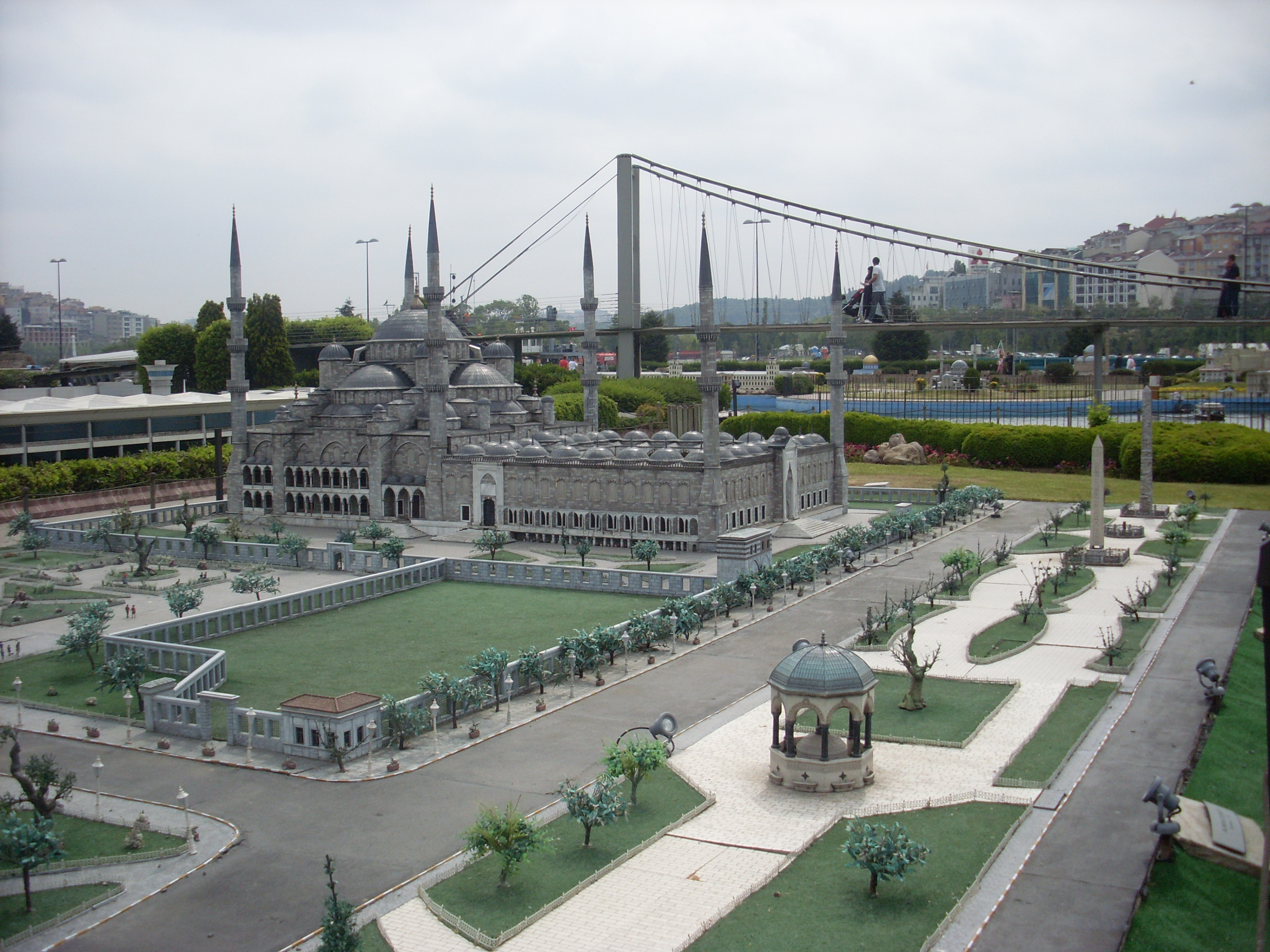
Площадь Султанахмет
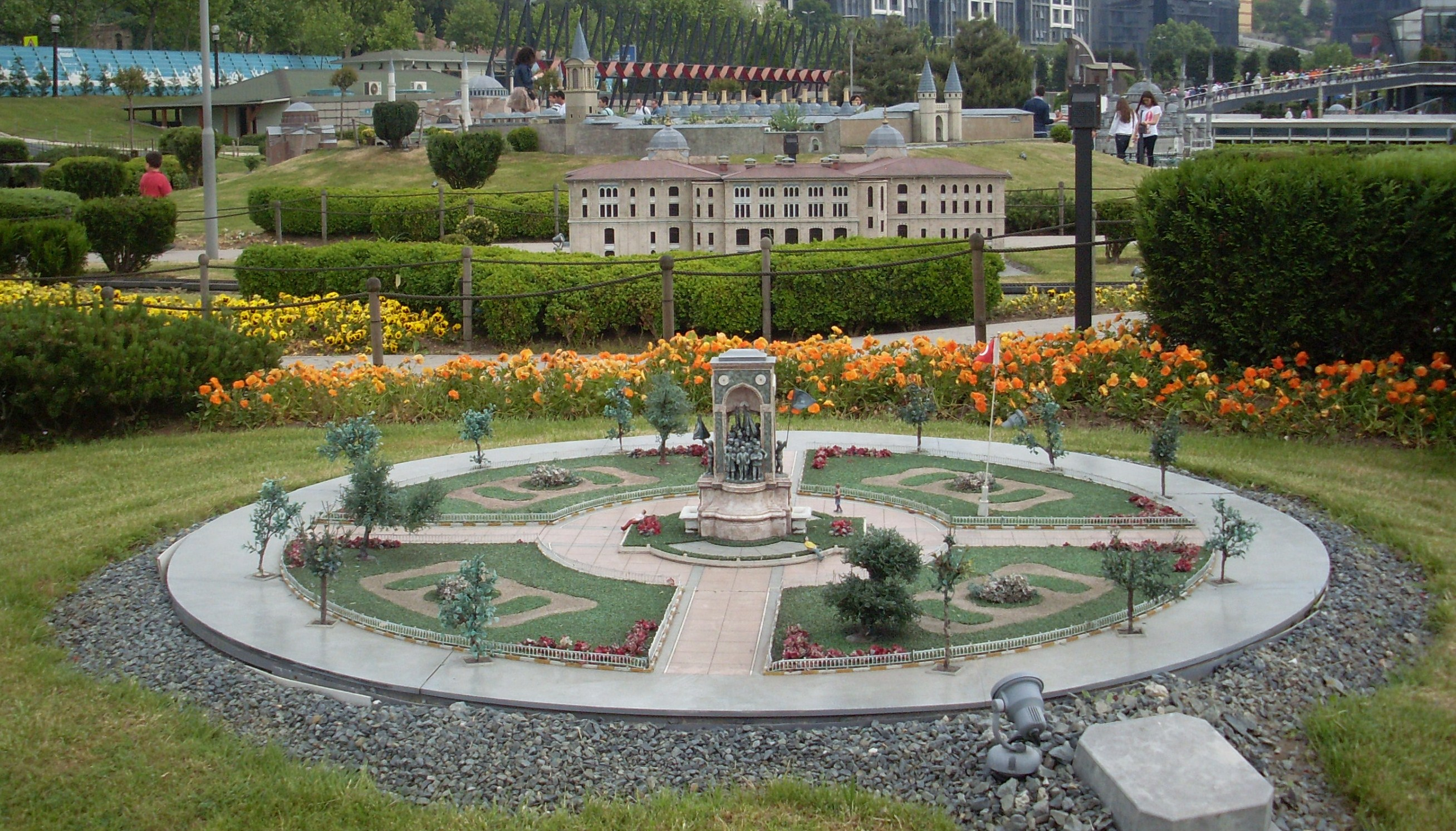
Площадь Таксим
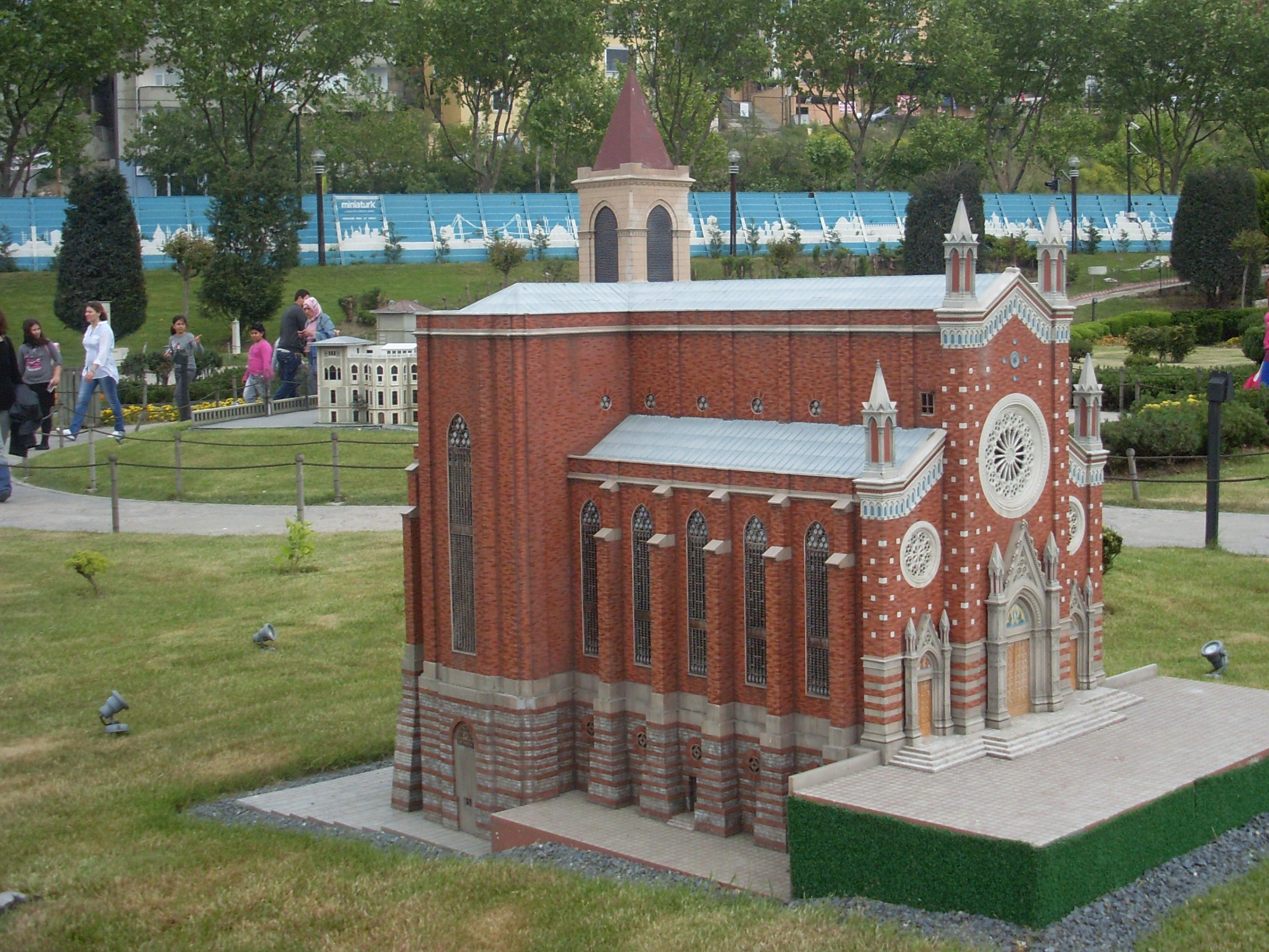
Церковь Святого Антония Падуанского
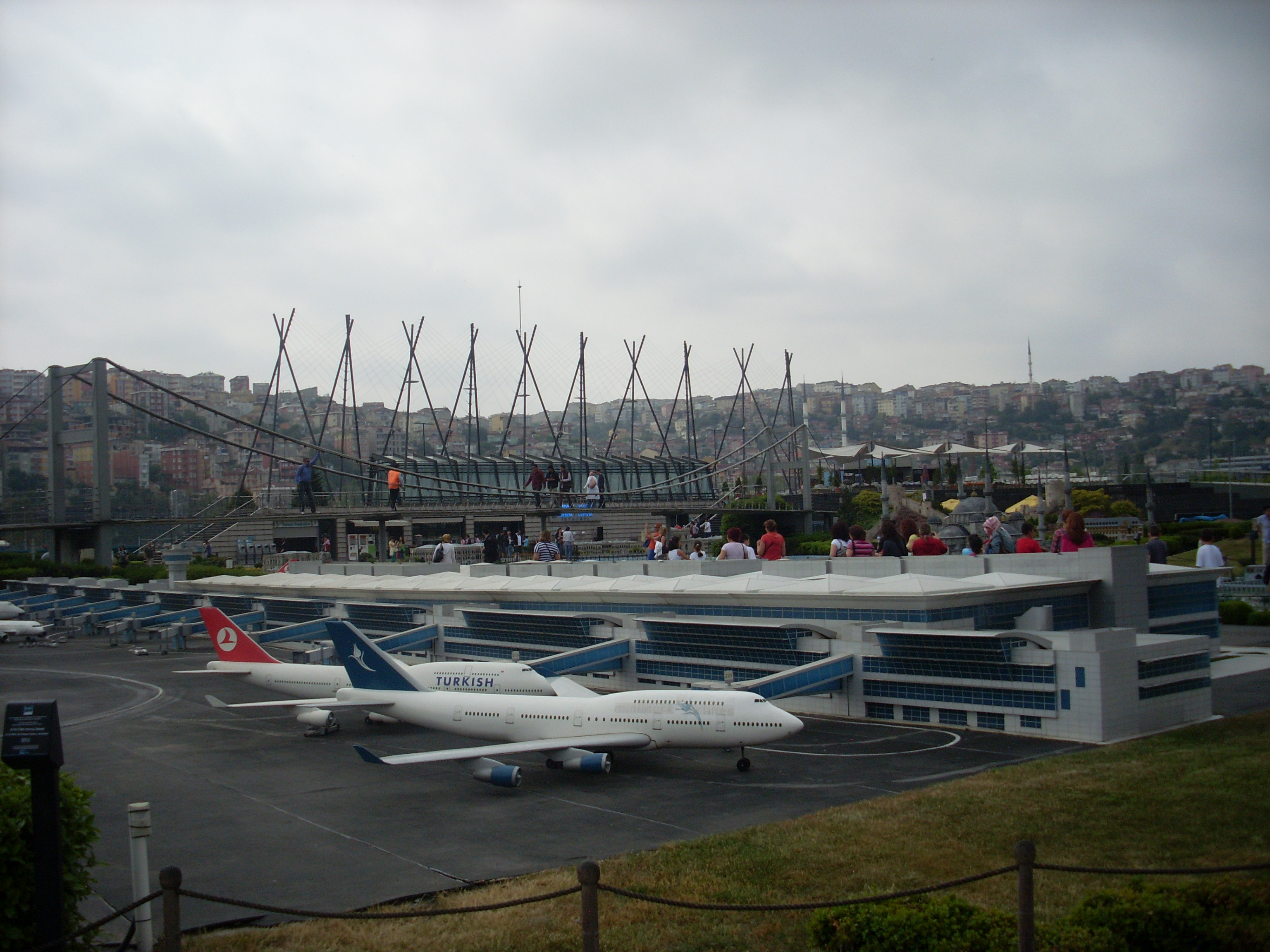
Стамбульский аэропорт имени Ататюрка
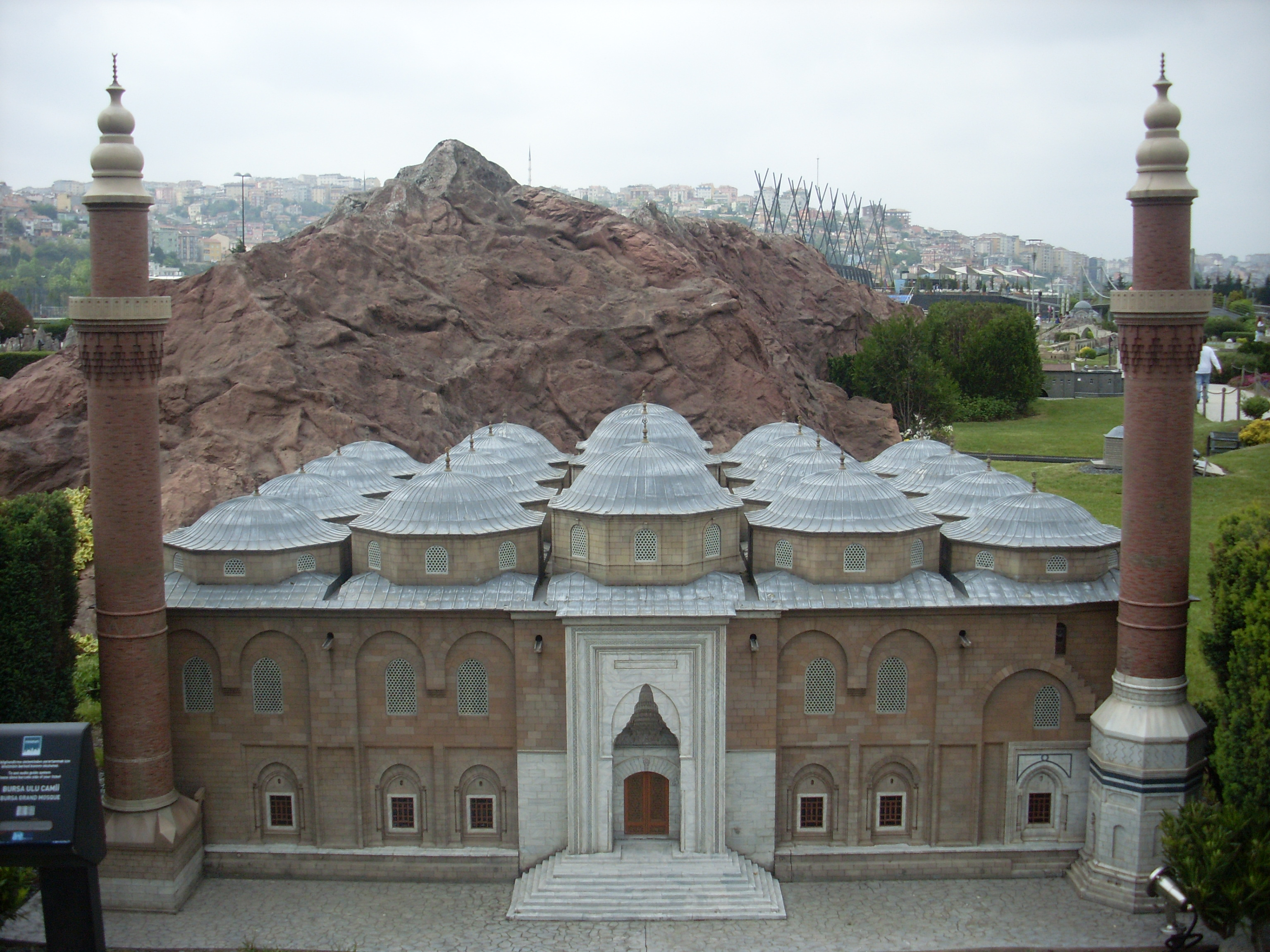
Мечеть Улу-Джами (Бурса)
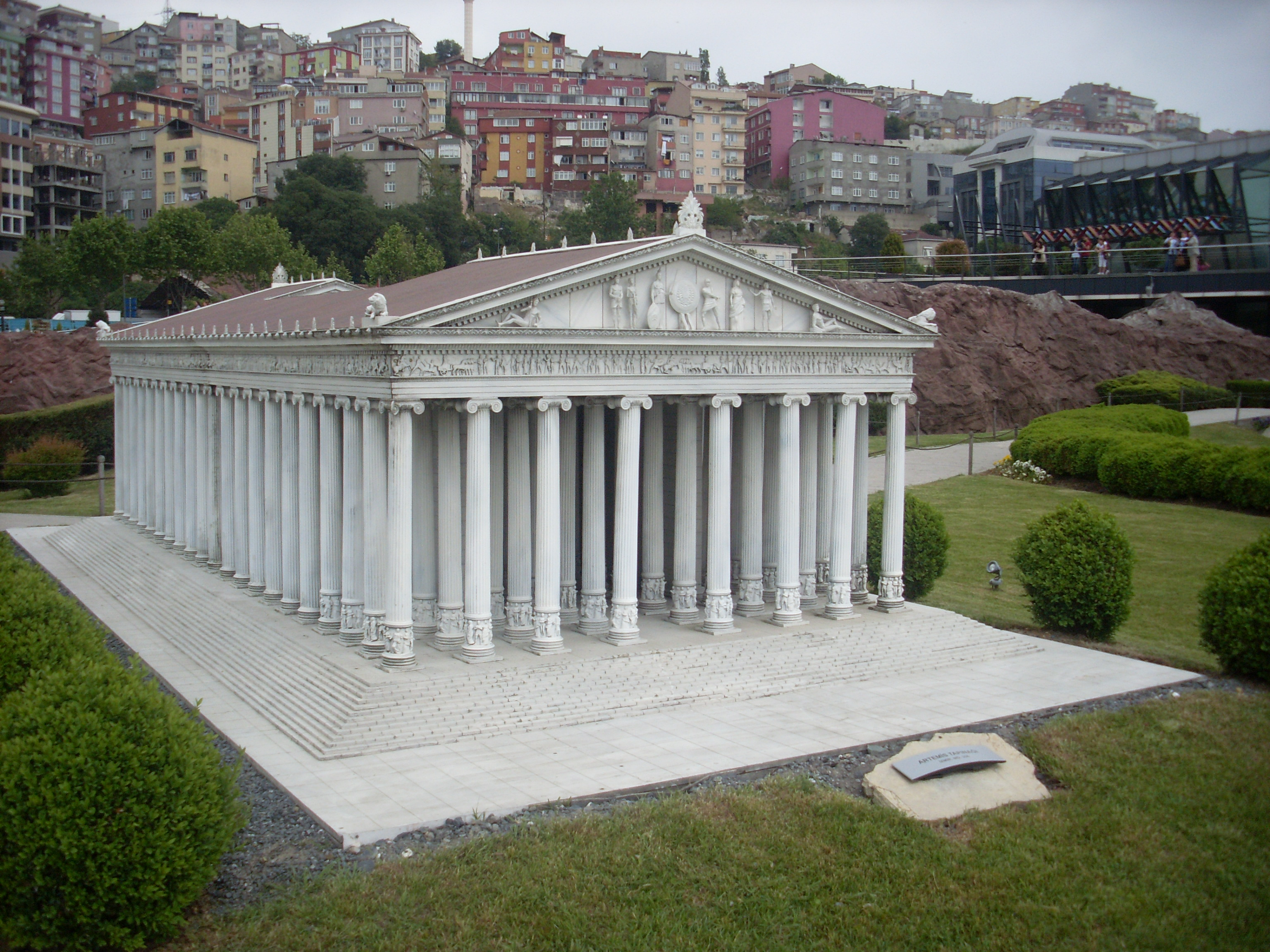
Храм Артемиды Эфесской
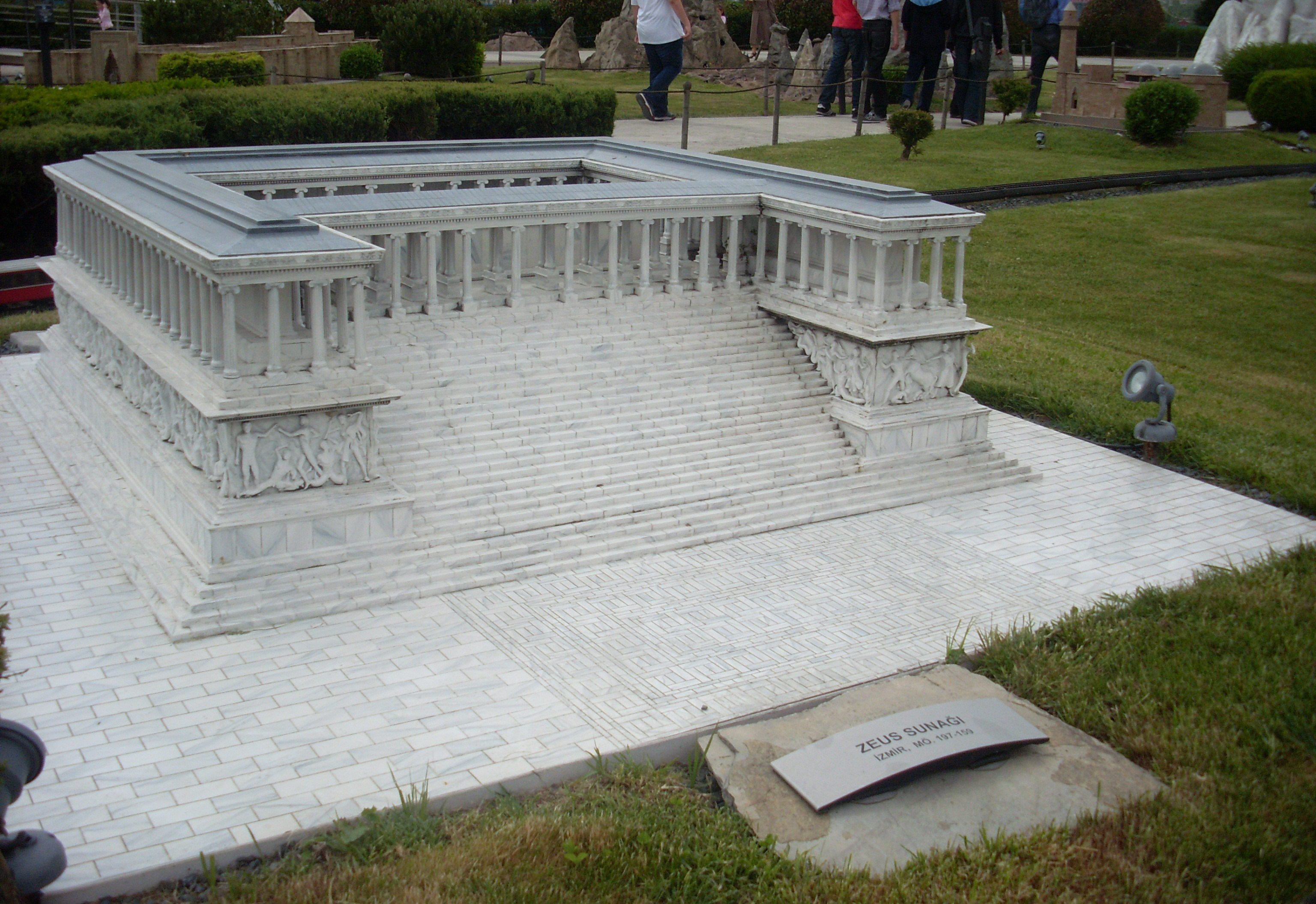
Пергамский алтарь
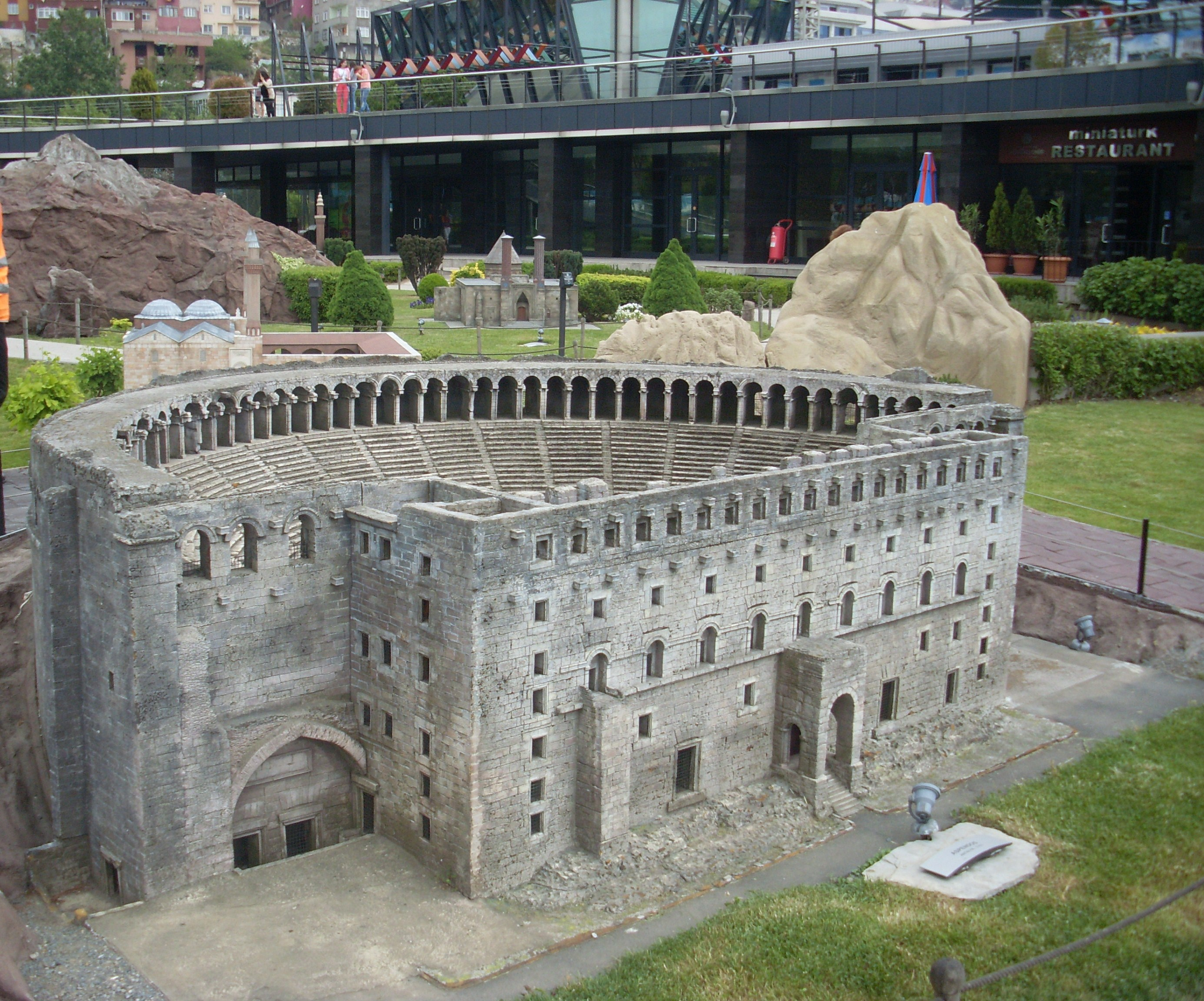
Аспендос
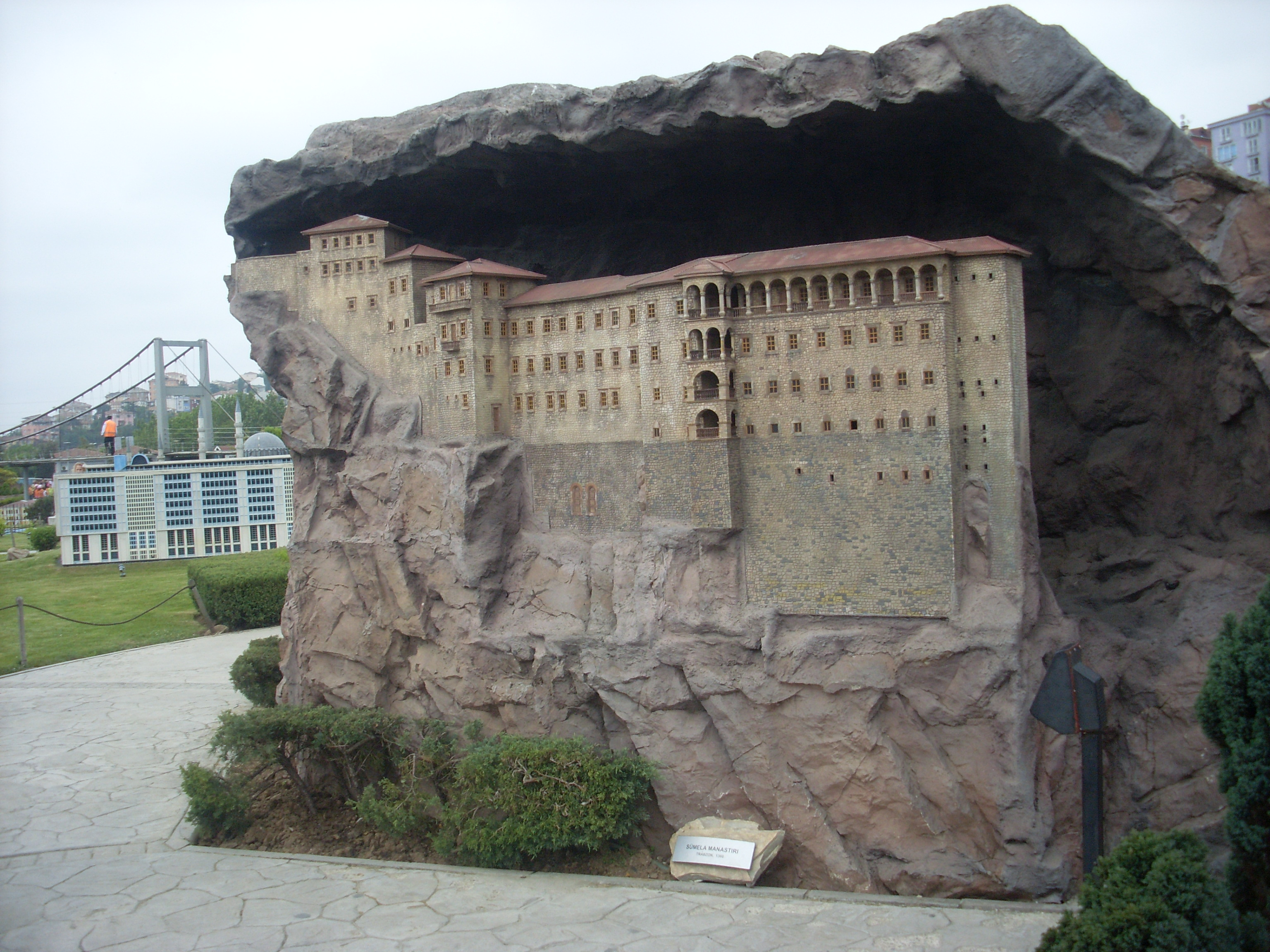
Панагия Сумела
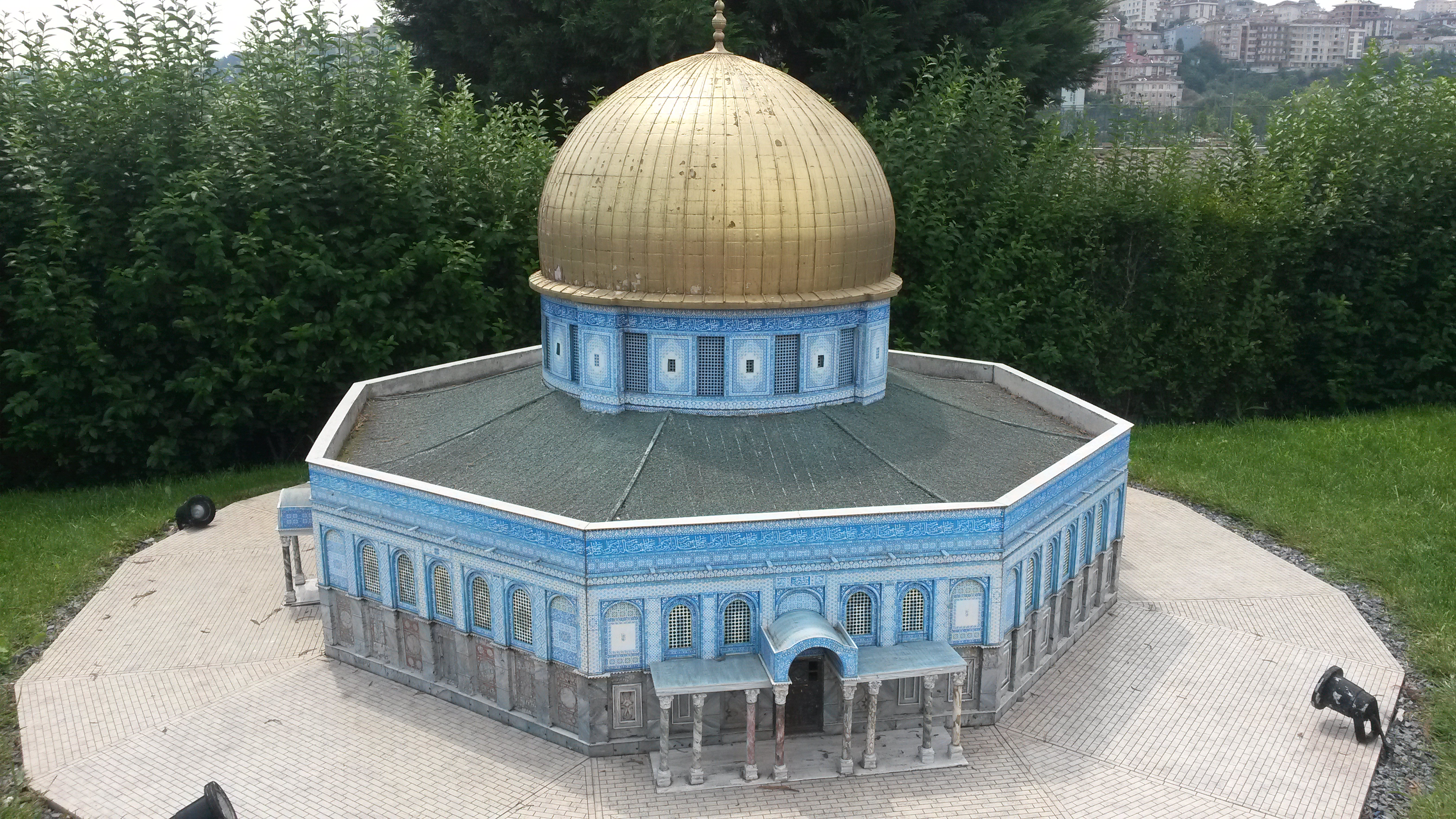
Купол Скалы
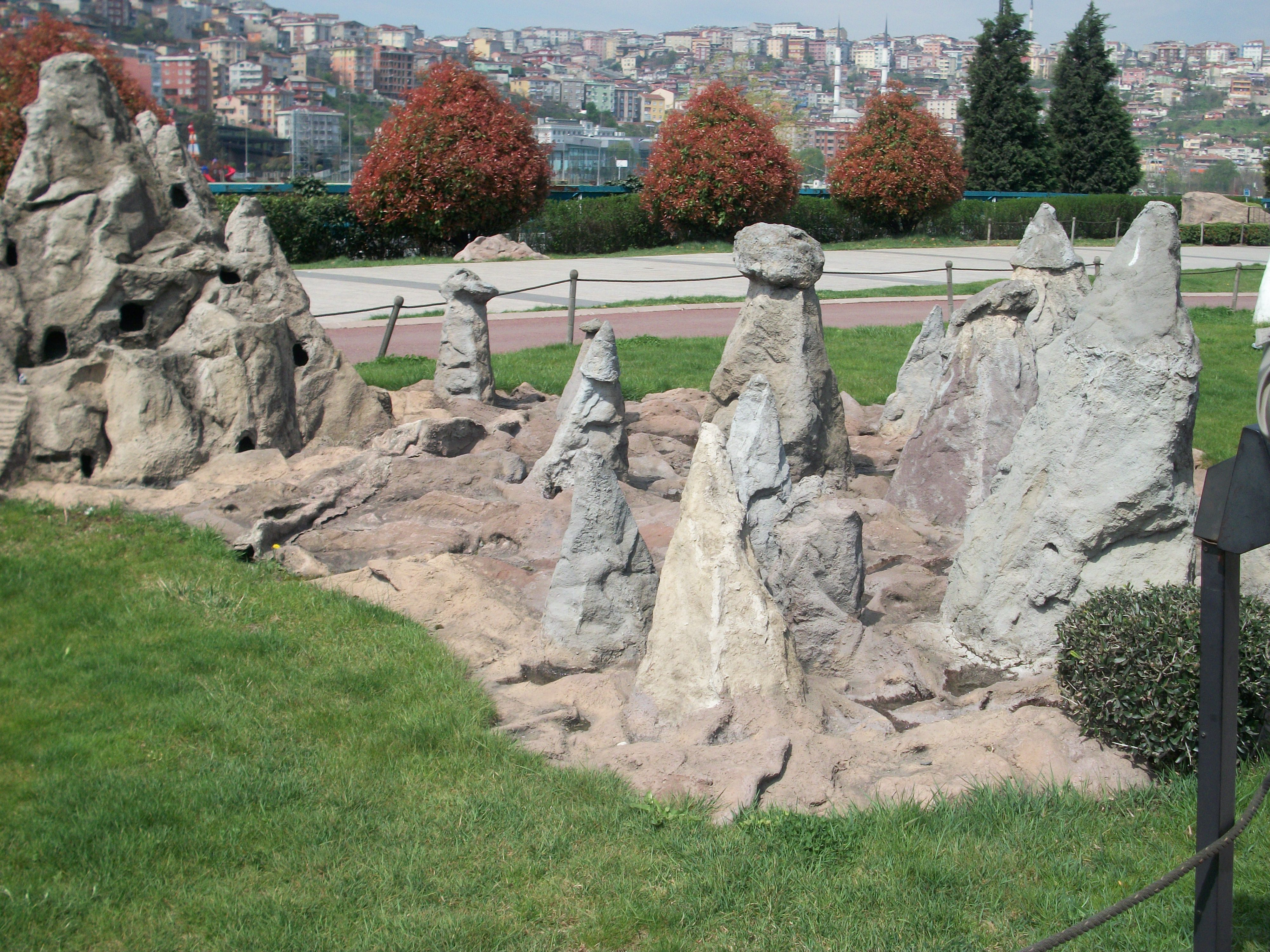
Каппадокия